# ساوج ۲۹۸۳۷
سیارک ۲۹۸۳۷ (به انگلیسی: 29837 Savage، نامگذاری:1999FP5) بیست و نه هزار و هشتصد و سی و هفتمین سیارک کشف شده‌است که در ۲۱ مارس ۱۹۹۹ کشف شد.